# Stor vandkalv
Den store vandkalv (Dytiscus marginalis) er en stor vandlevende bille, der lever i Europa og det nordlige Asien. Den er særlig almindelig i England. Arten er en blandt mange større vandkalve i slægten Dytiscus.
Som mange andre vandlevende insekter trækker den vejret via et system af luftfyldte rør (trachéer). Når vandkalven er neddykket opbevarer den luft i hulrum under vingerne, hvor disse luftrør udmunder. Det ses ved, at den har en sølvfarvet boble bagtil hvor vingerne ender. Arten lever i ferskvand og åer med vegetation.
Larverne kan nå en længde på 60 mm, mens de voksne vandkalve normalt er mellem 27-35 mm. Den voksne vandkalv har også vinger og kan dermed flyve. Det gør de dog mest om natten for at finde nye vandhuller, de kan leve i. De finder vandhullerne ved at kigge efter refleksion af månelyset i vandskorpen. Det får dem imidlertid til at lande på våde veje og andet med våde overflader.
Den store vandkalv æder andre insekter, haletudser og små fisk.